# Montfort (Limburg)
Montfort (limburgisch Mofert) ist eine Stadt mit etwa 3100 Einwohnern in der niederländischen Provinz Limburg, etwa 8 km südlich von Roermond.  Montfort bildete bis 1991 eine selbstständige Gemeinde, als es in die neue Gemeinde Ambt Montfort aufging. Diese wurde 2007 nach Roerdalen eingemeindet. Das limburgische Montfort ist nicht zu verwechseln mit Montfoort, das in der Provinz Utrecht liegt.

## Geschichte

### 13. bis 18. Jahrhundert
Montfort erhielt 1263 die Stadtrechte. Die Burg von Montfort, erbaut um 1260 unter Heinrich III. von Geldern, war die südlichste Festung der Grafschaft Geldern und ab dem 14. Jahrhundert Verwaltungszentrum für das Amt Monfort des Quartiers Obergeldern. Die Burg wurde nie erobert, da sie anfangs als uneinnehmbar galt. Nach dem Aufkommen schwerer Kanonen verlor sie an Bedeutung. Teile der Burg waren noch bis ins 20. Jahrhundert bewohnt, verfielen dann aber schnell.
Nach dem spanischen Erbfolgekrieg kam das Amt 1713 infolge des Friedens von Utrecht als Teil der Generalitätslande zur Republik der Vereinigten Niederlande.

### Bombardierung 1945

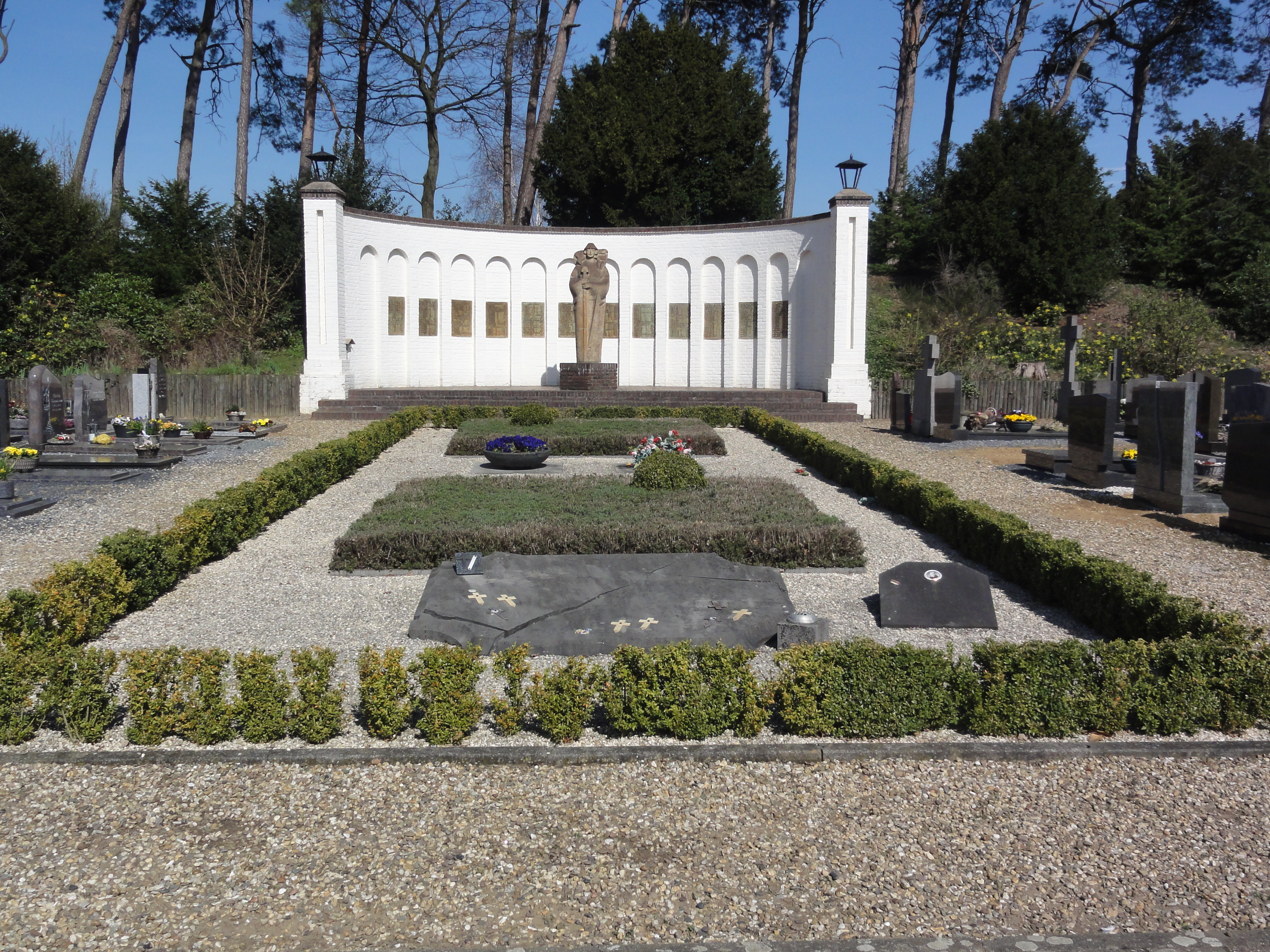
Massengrab für die Bombenopfer von 1945 auf dem Friedhof von Montfort

Im Zweiten Weltkrieg wurde Monfort während der Kämpfe um das Rur-Dreieck zwischen dem 19. und 23. Januar 1945 siebenmal beschossen oder bombardiert und dabei von über 100 kanadischen Bomben getroffen. Die meisten dieser Geschosse fielen ins Zentrum. Fast alle der 250 Häuser wurden beschädigt. In einigen völlig zerstörten Häusern kamen ganze Familien um. Während dieser 'bombing raids' gingen die deutschen Besatzer zusammen mit den Einwohnern in Kellern in Deckung oder suchten Schutz in bewaldetem Gelände. Als Montfort schließlich am 24. Januar befreit wurde, waren 186 Getötete zu beklagenvon. Die meisten von ihnen waren durch den Einsturz der Bauten, in denen sie sich aufhielten, umgekommen.
Die Opfer wurden auf dem Friedhof von Monfort in einem Massengrab bestattet.

## Sehenswürdigkeiten
- Die Ruine der Burg Monfort[4]
- Pastorat von 1787 im Louis-XVI-Stil
- Gedenkstätte für die Bombenopfer von 1945
- Pfarrkirche St. Katharina[5]

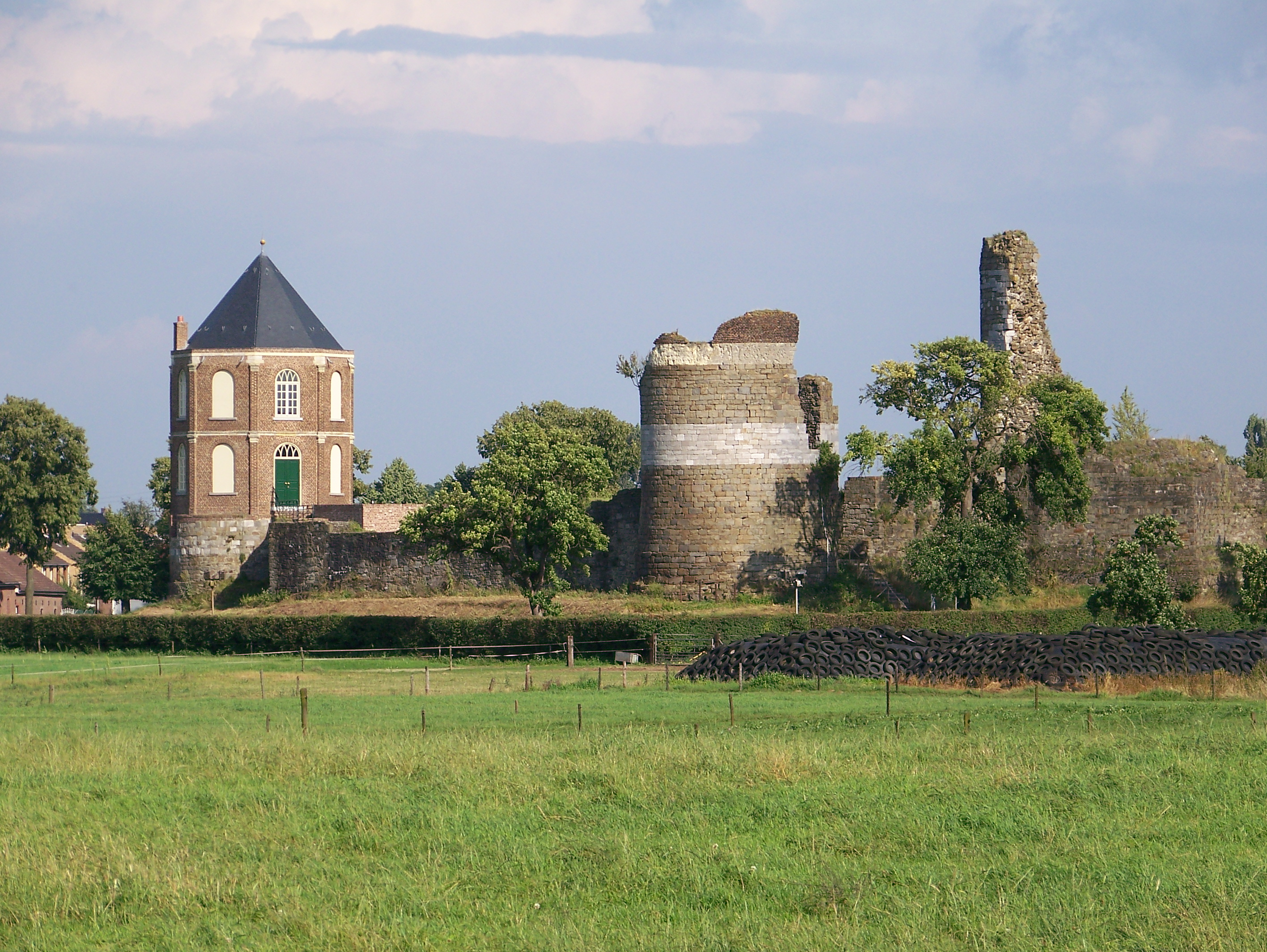
Burgruine Montfort
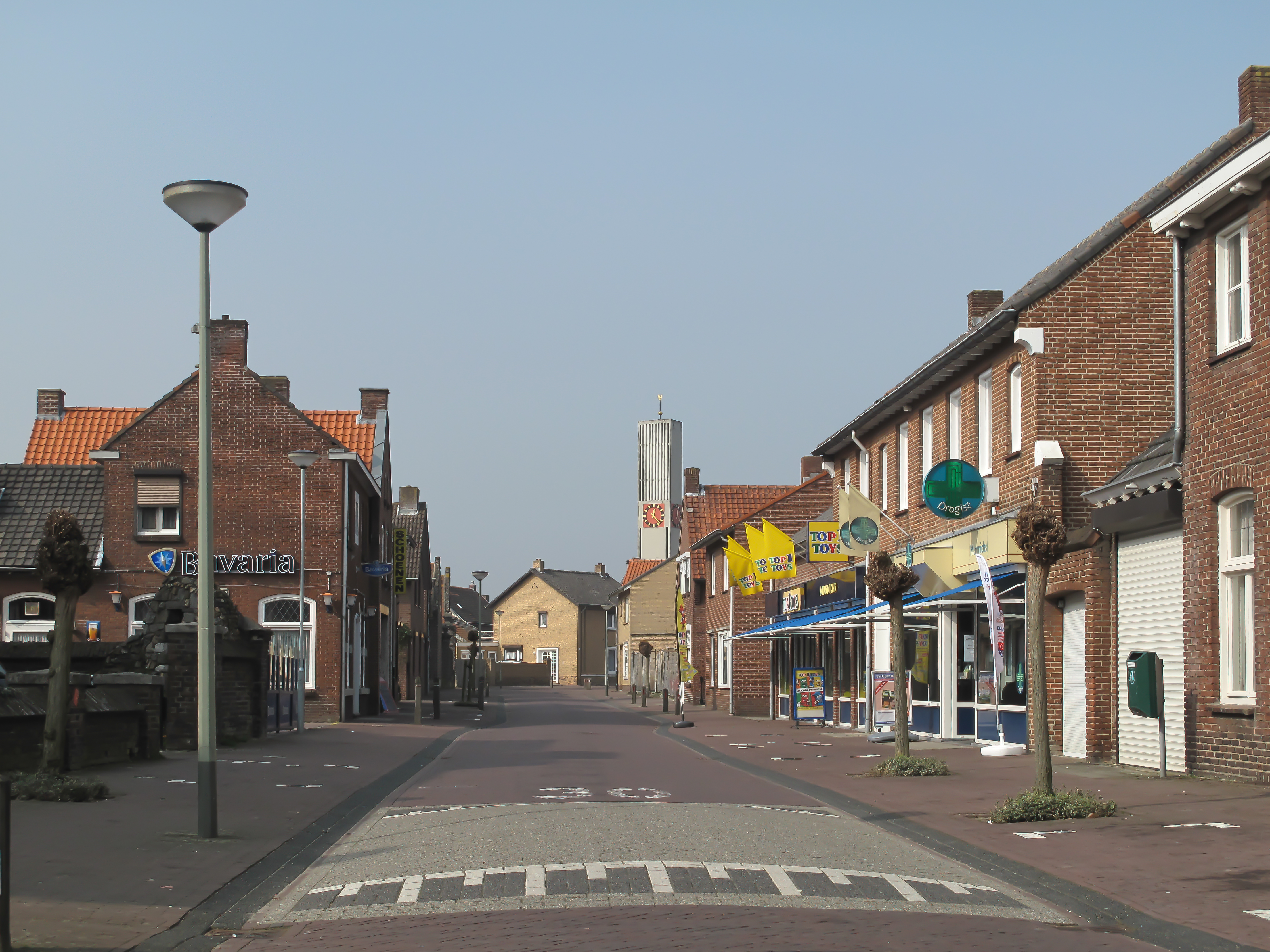
Straße
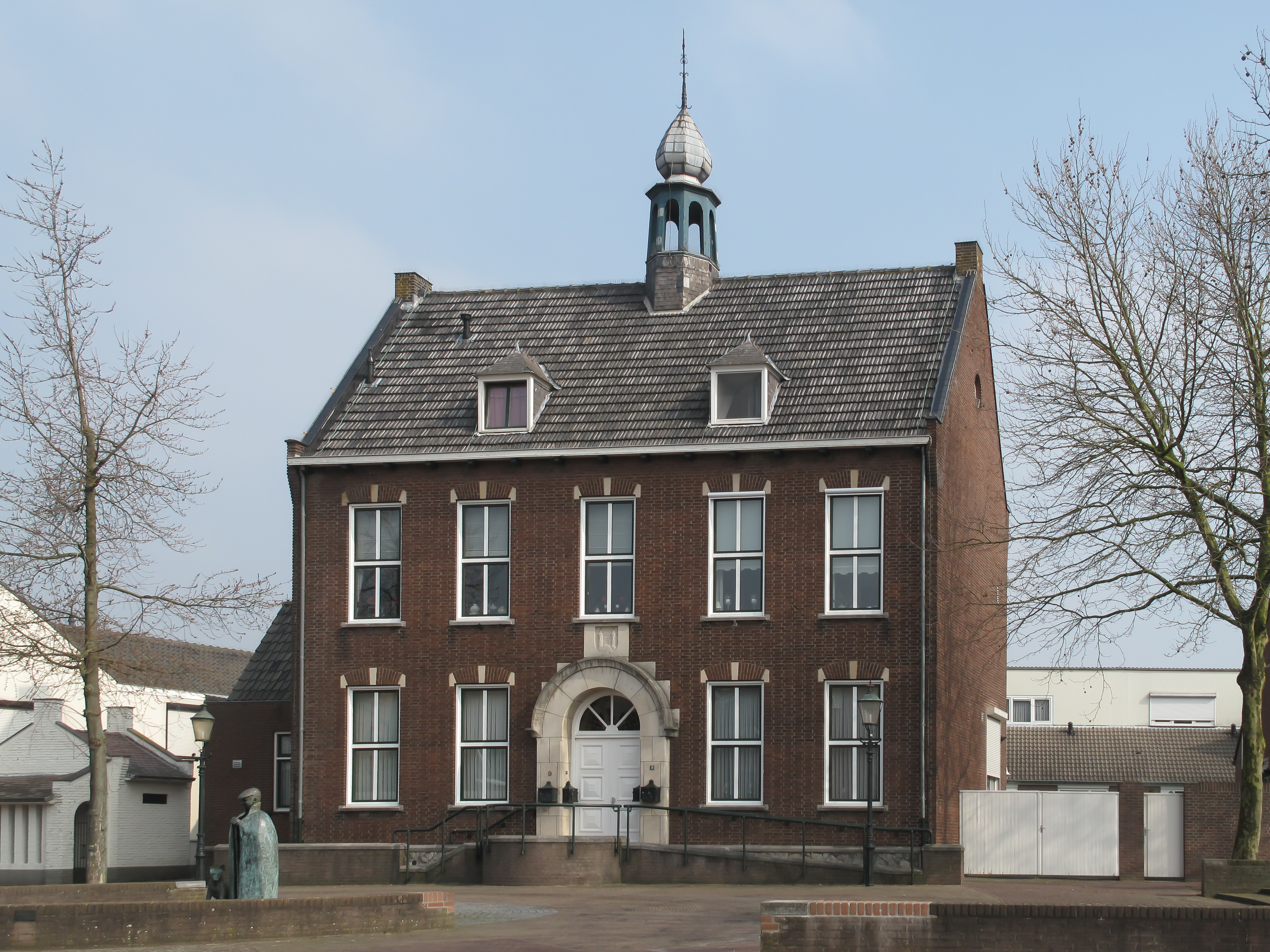
Altes Rathaus

## Veranstaltungen
In Montfort findet alljährlich Anfang Mai an der Burg ein gut frequentiertes Oldtimer-Treffen statt, auf dem neben historischen Traktoren und Landmaschinen auch alte PKW, Motorräder, Lastkraftwagen und Militärfahrzeuge in Augenschein genommen werden können.

## Sitzverteilung im Gemeinderat
Bis zur Auflösung der Gemeinde ergab sich seit 1982 folgende Sitzverteilung:
| Partei         | Sitze | Sitze |
| Partei         | 1982  | 1986  |
| -------------- | ----- | ----- |
| Lijst van Pol  | 2     | 4     |
| Lijst Schmeitz | 1     | 2     |
| Lijst Beckers  | 2     | 2     |
| Lijst Nissen   | –     | 2     |
| Lijst Ruiten   | 0     | 1     |
| Lijst Roemen   | 2     | –     |
| Gesamt         | 7     | 11    |

## Persönlichkeiten
- Jos Verstappen (* 1972 in Monfort), ehemaliger niederländischer Automobilrennfahrer